# Двоє в місті (фільм, 1973)
«Двоє в місті» (фр. Deux hommes dans la ville, італ. Due contro la città) — французько-італійський кримінальний фільм 1973 року режисера Джозе Джованні, з Аленом Делоном і Жаном Габеном у головних ролях. У 2014 році вийшов англійською мовою ремейк, «Двоє чоловіків в місті» (Two Men in Town), режисера Рашида Бушареба.

## Сюжет
Джино Страбліджі (Ален Делон) за грабування банків був засуджений на дванадцять років тюрми. Після десяти років ув'язнення він дуже змінився і завдяки клопотанню тюремного вихователя Жермена Казнева (Жан Габен) за добру поведінку був достроково звільнений. Джино починає нове життя і працює в друкарні газети. Здається що все налагоджується, але доля готує йому нові випробування.

## Ролі виконують
- Ален Делон — Джино Страбліджі
- Жан Габен — Жермен Казнев
- Мішель Буке — інспектор Ґуатро
- Мімзі Фармер — Люсі
- Віктор Лану — Марсель
- Іларія Оккіні — Софія Страбліджі
- Бернар Жиродо — Фредерік Казнев
- Жерар Депардьє — молодий гангстер

## Навколо фільму
- Ідея фільму виникла у режисера Джозе Джованні[it] під впливом боротьби за скасування смертної кари у Франції. У 1945 році Джозе за участь в історії з вимаганням, коли були вбиті декілька осіб, був засуджений до кари смерті в 1948 році. Однак його батько зумів добитися заміни вироку на двадцять років каторги. У 1956 Джозе випустили з ув'язнення, він написав двадцять романів, дві книги спогадів і тридцять три сценарії, став кінорежисером. «Двоє в місті» є його сьомим фільмом.
- Майже сімдесятирічний Жан Габен мав намір покинути світ кіно, однак після прочитання сценарію погодився зіграти роль вихователя, людини на порозі виходу на пенсію. Джозе Джованні поїхав до Мілану, де Ален Делон знімався у фільмі «Тоні Ардзента»[it] (італ. Tony Arzenta, 1973). Делон не тільки дав згоду, але й хотів щоб у фільмі знімалися його друзі, однак Джованні не погодився. На роль молодого гангстера він взяв Жерара Депардьє, який уже знімався у нього і вже грав з Габеном.
- Джованні вважав свій фільм закликом проти смертної кари, яка була здійснена у Франції останній раз у 1977 році і в 1981-му була скасована.